# Laholm (stacja kolejowa)
Laholm (szw. Laholms station) – stacja kolejowa w Laholm, w regionie Halland, w Szwecji.
Została otwarta w 1996 roku w związku z uruchomieniem nowego odcinka linii Västkustbanan. Stacja ma cztery tory oraz dwa perony boczne. Stacja znajduje się poza Laholm, około 3 km od centrum miasta. Hallandstrafiken ma połączenie autobusowe pomiędzy stacją a dworcem autobusowym, który znajduje się 200 metrów na wschód od głównego placu w Laholm.

## Linie kolejowe
- Västkustbanan